# Rudolf Raimund Ballabene
Rudolf Raimund Ballabene (* 19. Februar 1890 in Zurndorf; † 22. August 1968 in Wien) war ein österreichischer Maler, Bildhauer und Keramiker.

## Leben
Nach dem Studium an der Universität Prag (Philosophie, Sprachwissenschaften) ab 1909 und einem gleichzeitigen Abstecher zur Schauspielerei (1909–1914 im Ensemble des Königlich Deutschen Landestheaters in Prag) wandte sich Ballabene nach dem Ersten Weltkrieg dem Journalismus und der Malerei zu, besonders der Landschaftsmalerei. Während der Zeit des Nationalsozialismus wurden seine Werke der 20er und 30er Jahre beschlagnahmt und gelten heute fast vollständig als verschollen. Ab 1943 erhielt Ballabene Berufsverbot. Nach dem Zweiten Weltkrieg wurde er in Wien ansässig, wo er als Künstler schnell bekannt wurde. Ab Mitte der 60er Jahre sind seine Werke abstrakter.

„Die Bildfläche ist restlos aktiviert und bietet schon alleine in der Häufung explosiver Farbschichtungen sowie in der Richtung und wechselnden Stärke wuchtiger Pinsel- und Spachtelhiebe ein Konzert...“